# Max Gumpel (Bauunternehmer)

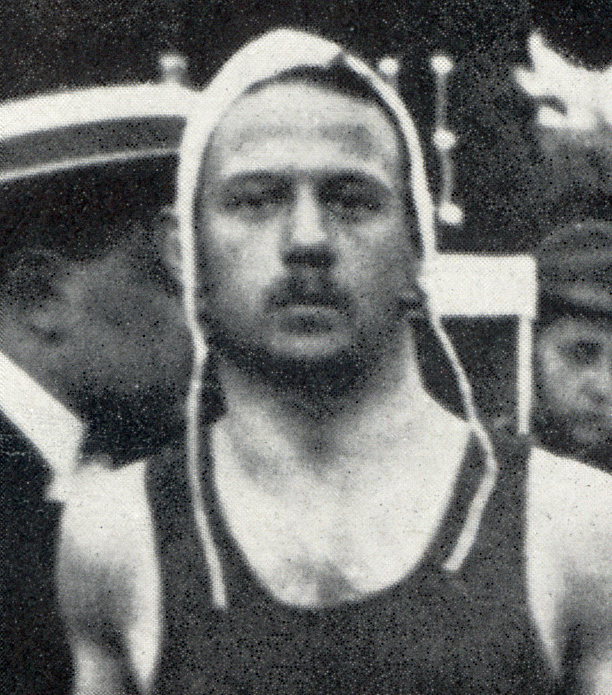
Max Gumpel

Max Leonard Gumpel (* 23. April 1890; † 3. August 1965) war ein schwedischer Bauunternehmer und Leistungsschwimmer.
Gumpel war einer der Begründer und ersten Sponsoren des Stockholmer Schwimmvereins SK Neptun. Bei den Olympischen Spielen von 1908 nahm er in der Disziplin 200 Meter Brustschwimmen teil. Er war auch Teilnehmer der Olympischen Sommerspiele von 1912 und 1920, und als Mitglied des schwedischen Teams im Wasserball gewann er eine Silber- und eine Bronzemedaille. Von 1919 bis 1931 war Max Gumpel im Vorsitz des Schwedischen Schwimmförbundes.
Gumpel hatte eine kurze Liebesbeziehung mit Greta Garbo bevor sie nach Hollywood ging. Sie hielten ihr ganzes Leben lang Kontakt.
Im Zweiten Weltkrieg war Max Gumpel durch seinen Freund Eric Erickson in eine Doppelspionage verwickelt. Mit Eric Ericksons Hilfe erhielten die Alliierten die exakten Koordinaten aller deutschen Erdölraffinerien, woraufhin diese zerbombt werden konnten. Ein Buch handelt von dieser Spionage, und 1962 entstand daraus der Hollywoodfilm Verrat auf Befehl mit William Holden in der Rolle des Eric Erickson und Ulf Palme als Max Gumpel.
Gumpel hatte ein großes Interesse an Booten und Autos. Er war Eigner des Motorbootes Laila und des Schärenkreuzers La Liberté, der 1934 auf der schwedischen Bootswerft Kungsörs Båtvarv AB nach den Plänen von Erik Salander erbaut wurde.